# Гуфи
Гу́фи (англ. Goofy — недалёкий, бестолковый) — мультипликационный персонаж, герой мультфильмов Уолта Диснея, созданный в 1932 году. Гуфи — антропоморфный пёс, один из лучших друзей Микки Мауса и Дональда Дака.

## Описание персонажа

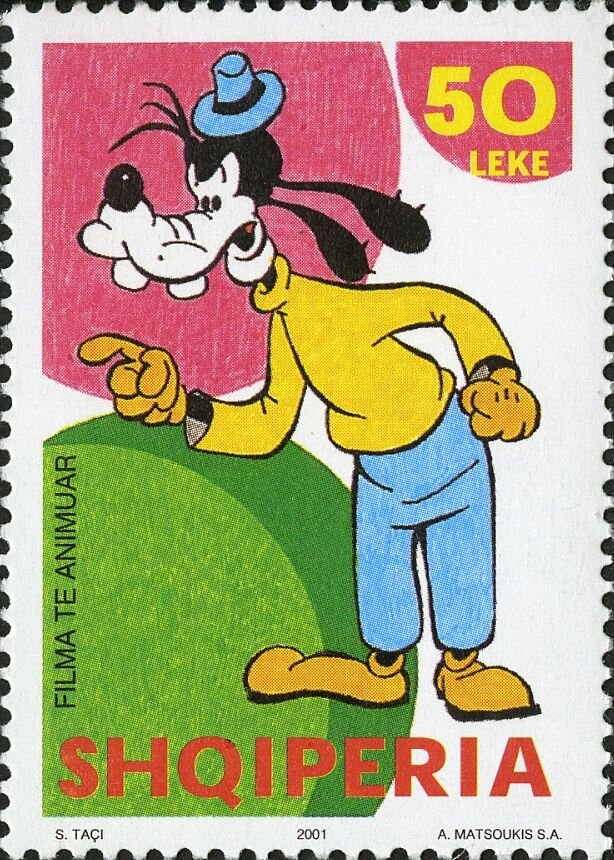

### Характер
Гуфи — прекрасный друг с золотым сердцем. Неунывающий и беспечный, Гуфи покоряет всех своим простодушием. Он часто допускает ошибки, но его энтузиазм, оптимизм и энергия притягивают к нему удачу. Гуфи — настоящий джентльмен, спортсмен и просто обожает своих друзей. Гуфи вдохновляет всех своим юмором и весельем, и чем бы он ни занимался, это всегда вызывает улыбку.

### Внешний вид
Как правило, Гуфи появляется в оранжевом свитере, синих брюках, чёрной жилетке, коричневых туфлях и белых перчатках, характерных для некоторых персонажей Диснея. Часто носит высокую шапку.

## Семья
Жена Гуфи появилась в мультфильмах 1950-х годов, хотя её лица не показывали. В мультфильме «A Goofy Movie» 1995 года выясняется, что она умерла. У Гуфи имеется сын Макс Гуф, который был показан в мультипликационном фильме 2004 года «Mickey Mouse Twice Upon a Christmas» и «A Goofy Movie», а также он появлялся в перезапуске «Утиные Истории» где он видимо наладил свою личную жизнь.

## История

### Первое появление

Первое появление Гуфи (Диппи Доуга) на экране в мультфильме «Mickey’s Revue» 1932 года.

Впервые Гуфи появился 25 мая 1932 года в мультфильме «Mickey’s Revue».
Это был типичный для того времени мультфильм с Микки Маусом, но от других его отличало появление персонажа по имени Диппи Доуг (так его назвал Франк Вебб). Диппи Доуг появлялся на экране всего 6 раз (4 раза в 1932 году и 2 раза в 1933 году). Седьмое появление персонажа было в 1934 году в мультфильме «The Orphans' Benefit» (с англ. — «Концерт для сироток»). Именно тогда он впервые был назван именем Гуфи.

### Микки, Дональд и Гуфи
Мультфильм «Суперсервис Микки» ознаменовал начало одновременных появлений Микки Мауса, Дональда Дака и Гуфи в короткометражных мультфильмах. В них обычно показывалось, как Микки, Дональд и Гуфи вместе выполняли работу. Самый большой успех имели первые короткометражки: «Пожарная бригада Микки», «Moving Day» (День переезда), «Clock Cleaners» (Чистильщики часов), «Lonesome Ghosts» (Одинокие привидения) и «Mickey’s Trailer» (Трейлер Микки).
Затем появились «Boat Builders» (Кораблестроители), «The Whalers» (Китоловы) и «Tugboat Mickey» (Буксир Микки).

### Главные роли
Первый раз Гуфи играл главную роль в мультфильме «Гуфи и Вилбер» 1939 года. История основывается на повествовании о том, как Гуфи рыбачил вместе с кузнечиком.

### Серии «Как»
В 1939 году Пинто Колвиг, озвучивавший Гуфи с 1932 года, покинул студию Диснея, оставив свой персонаж без голоса. По словам Леонарда Малтина, именно это привело к появлению в 1940-х годах серий «Как» («Как играть в бейсбол», «Как нужно плавать» и др.), в которых Гуфи практически не говорил, а повествование вел рассказчик. В этих мультфильмах Гуфи показывал, весьма неумело, как выполнять различные действия — от катания на лыжах и игры в футбол до сна. Эти серии обладали таким успехом, что стали основным форматом короткометражных мультфильмов о Гуфи («Как подключить домашний кинотеатр», 2007).
В 1944 году Колвиг вернулся в студию Диснея и продолжил озвучивание персонажа вплоть до 1965 года.

## Список мультфильмов с участием Гуфи
1. Гуфи и Вилбер (1939)
2. Гуфи-пилот (1940)
3. Багажная кутерьма (1941)
4. Искусство катания на лыжах (1941)
5. Искусство самообороны (1941)
6. Искусство верховой езды (1941)
7. Как играть в бейсбол (1942)
8. Олимпийский чемпион (1942)
9. Как нужно плавать (1942)
10. Уроки рыболовства (1942)
11. Победа над машинами (1943)
12. Эль Гаучо Гуфи (1943)
13. Как стать моряком (1944)
14. Как играть в гольф (1944)
15. Как играть в футбол (1944)
16. Проблемы с тигром (1945)
17. Африканский дневник (1945)
18. Калифорнийский Бродяга (1945)
19. Хоккейные страсти (1945)
20. Рыцарь на День (1946)
21. Двойное Ведение (1946)
22. Охота не по правилам (1947)
23. Банный День (1948)
24. Скачки (1948)
25. Теннисная ракетка (1949)
26. Гуффи-атлет (1949)
27. Страсть к мотору (1950)
28. Не шевелитесь (1950)
29. Львы — снизу (1951)
30. Дом своими руками (1951)
31. Холодная война (1951)
32. Садимся на диету (1951)
33. Как быстро разбогатеть (1951)
34. Отцы тоже люди (1951)
35. Не курить (1951)
36. Папа против льва (1952)
37. Аллоха, Гавайи (1952)
38. Лучший друг человека (1952)
39. Два пистолета Гуфи (1952)
40. Учителя тоже люди (1952)
41. Две недели отпуска (1952)
42. Как быть детективом (1952)
43. У папы выходной (1953)
44. По кому ревет бык (1953)
45. Папины выходные (1953)
46. Как научиться танцевать (1953)
47. Как заснуть (1953)
48. Аквамания (1961)
49. Автострадофобия или искусство езды по скоростной автомагистрали (1965)
50. Гуфи на автостраде (1965)
51. Рождественская история Микки (1983)
52. Гуфи и его команда (1992), сериал
53. Каникулы Гуфи (1995)
54. Неисправимый Гуфи (Экстремальный спорт) (2000)
55. Три мушкетёра: Микки, Дональд и Гуфи (2004)
56. Клуб Микки Мауса (2006—2016), сериал
57. Как подключить домашний кинотеатр (2007)
58. Микки и весёлые гонки (с 2018), сериал

## Влияние
Гуфи был выбран официальным талисманом французской сборной на Олимпийских играх 1980 года, а в 1983 году — талисманом первого юношеского теннисного турнира Уимблдон.